# Nelson Rodríguez Serna
Nelson Rodríguez Serna (nascido em 16 de novembro de 1965) é um ex-ciclista colombiano. Representou seu país, Colômbia, no ciclismo nos Jogos Olímpicos de Verão de 1988.